# Henri Regnault (Maler)

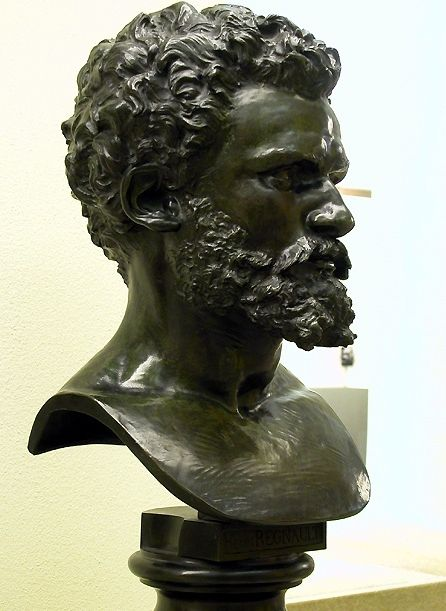
Büste Henri Regnaults von Louis-Ernest Barrias

Henri Regnault (* 31. Oktober 1843 in Paris; † 19. Januar 1871, bei Schloss Buzenval in Rueil-Malmaison gefallen) war ein französischer Maler orientalistischer Ausrichtung.

## Leben
Nach der Beendigung seiner Schullaufbahn am Lycée Henri IV bewarb sich der Sohn des angesehenen Physikers und Chemikers Henri Victor Regnault (1810–1878) erfolgreich bei einem Atelier unter anderem in Montfort. Schon in den 1860er Jahren war er ein erfolgreicher Künstler. Im Jahr 1864 stellte er zwei seiner Gemälde in Salon-de-Provence aus. Im Jahr 1866 trug Regnault für das Gemälde Thetis, dem Achilleus die Waffen bringend den mit einem längeren Studienaufenthalt in Italien verbundenen Grand Prix de Rome davon, um den er sich bereits drei Jahre zuvor vergeblich bemüht hatte.
Im Verlauf seiner dreijährigen Reise durch Italien kam er mit der dortigen Kunstrichtung in Kontakt und erfuhr deren Einfluss. In Rom wurde er mit dem städtischen Kunstpreis ausgezeichnet. Auch Spanien bereiste er, um sich mit der dortigen Kunst vertraut zu machen. Er malt dort 1869 das Porträt General Juan Prim, das auch in Salon-de-Provence den Zuschauern gezeigt wurde. Im Rahmen seines Aufenthaltes in Spanien bereiste er kurz den Norden Afrikas, auch von dort aus sandte er Gemälde nach Frankreich, die sich vor allem durch ihre Lichtdurchdrungenheit ausgezeichneten. 1870 malte er das Bild Hinrichtung ohne Urteilsspruch unter den maurischen Königen in Granada, das nach seinem Tode ihm zu Ehren 1872 im Musée du Luxembourg in Paris ausgestellt wurde.
Henri Regnault fiel im Jahr 1871 im Alter von 27 Jahren durch einen Kopfschuss in der Schlacht bei Buzenval im Verlauf des Deutsch-Französischen Krieges.

## Ehrungen und Auszeichnungen
- 1866: Grand Prix de Rome
- 1869: Goldmedaille des Pariser Salons
- 1870: Goldmedaille des Pariser Salons für Salomé[2]

## Ausstellungen
- 1869: Pariser Salon
- 1870: Pariser Salon

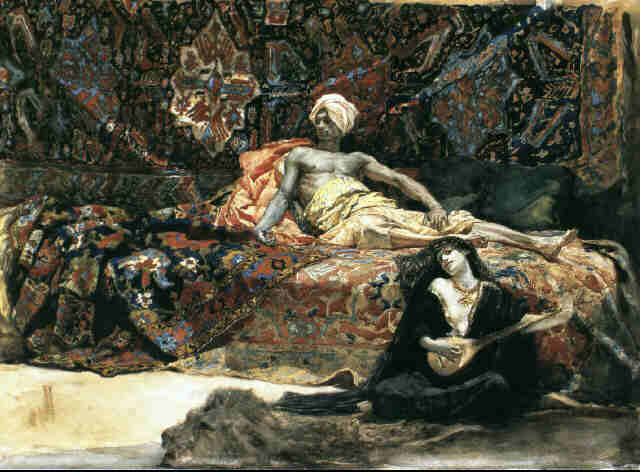
Hassan und Namuna

- 1872: posthume Retrospektive der École des beaux-arts (12. März bis 6. April 1872)

## Werkauswahl
- um 1862: Porträt des Jean-Baptiste Biot (1774–1862). Öl auf Leinwand, 33 × 24,5 cm, Versailles, Musée national des châteaux de Versailles et des Trianons
- 1866: Thétis apportant à Achille les armes forgées par Vulcain (Thetis, dem Achilleus die Waffen bringend), Öl auf Leinwand, Paris, École nationale supérieure des beaux-arts
- 1867: Jeune Portefaix à Malte (Junger Waffenträger auf Malta), Öl auf Papier, auf Leinwand maroufliert, 40,3 × 32 cm, Dijon, Musée Magnin
- 1868: Automédon ramenant les coursiers d’Achille des bords du Scamandre (Automedon mit den Pferden des Achillus), Öl auf Leinwand, 55 × 45 cm, Paris, Musée d’Orsay
- 1868: Porträt des General Prim, Öl auf Leinwand, 315 × 258 cm, Paris, Musée du Louvre
- 1870: Exécution sans jugement sous les rois maures de Grenade (Hinrichtung ohne Urteilsspruch unter den maurischen Königen von Grenada), Öl auf Leinwand, 305 × 146 cm, Paris, Musée d’Orsay
- 1870: Salomé (Salome), Salon 1870, Öl auf Leinwand, 160 × 103 cm, New York, Metropolitan Museum of Art